# Lough Mask
Il Lough Mask è un vasto lago irlandese.

## Descrizione

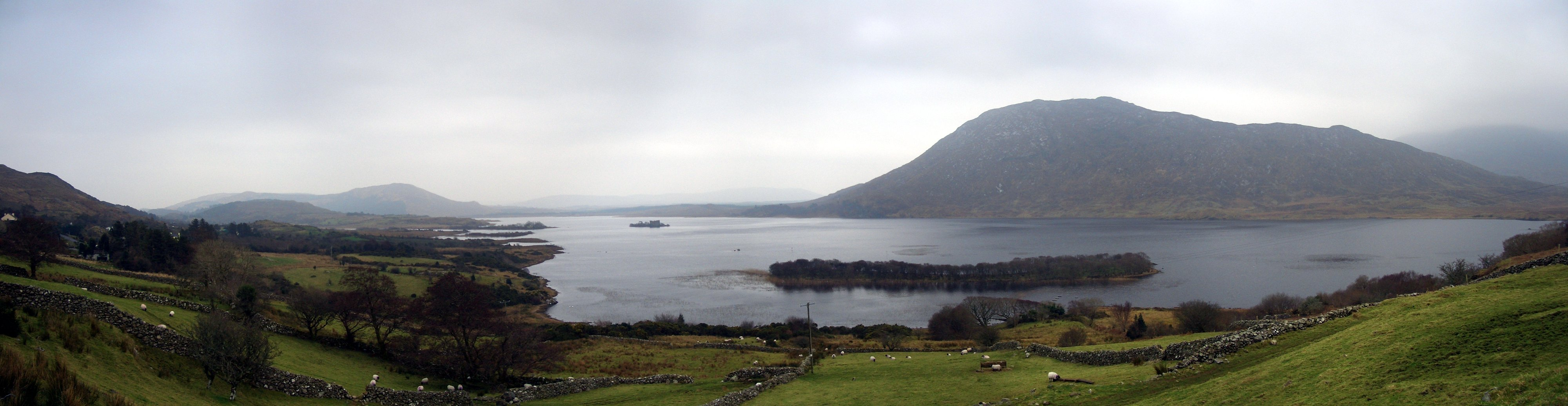
Panorama della Penisola

Il lago è situato nelle contee di Mayo e Galway, principalmente nella prima, di cui occupa una vasta porzione di territorio meridionale. È inoltre a ridosso del celebre Lough Corrib cui è collegato da un piccolo corso d'acqua che scorre nel villaggio di Cong, nonché dal Lough Carra.